# 阿維斯頓 (伊利諾伊州)
阿維斯頓（英語：Aviston）是位於美國伊利諾伊州克林頓縣的一個村落。

## 地理
阿維斯頓的座標為38°36′33″N 89°36′23″W / 38.60917°N 89.60639°W，而該地最高點為海拔高度143米（即469英尺）。

## 人口
根據2010年美國人口普查的數據，阿維斯頓的面積為4.11平方千米，當中陸地面積為4.11平方千米，而水域面積為0.00平方千米。當地共有人口1945人，而人口密度為每平方千米473人。